# 𐞛
Cette page contient des caractères spéciaux ou non latins. S’ils s’affichent mal (▯, ?, etc.), consultez la page d’aide Unicode.
𐞛, appelée l sanglé en exposant, l sanglé supérieur ou lettre modificative l sanglé, est un symbole phonétique de certaines variantes de l’alphabet phonétique international. Il est formé de la lettre l sanglé ‹ ɬ › mise en exposant.

## Utilisation
Dans certaines transcriptions de l’alphabet phonétique international (API), ‹ 𐞛 › peut être utilisé pour indiquer l’articulation fricative latérale alvéolaire.
Wolfgang Kehrein l’utilise par exemple pour transcrire une consonne affriquée latérale alvéolaire sourde (fortement affriquée) [t𐞛].

## Représentations informatiques
La lettre modificative l sanglé peut être représenté avec les caractères Unicode suivants (Latin étendu – F) :
| formes       | représentations | chaînes de caractères | points de code | descriptions                           | note                            |
| ------------ | --------------- | --------------------- | -------------- | -------------------------------------- | ------------------------------- |
| modificative | 𐞛               | 𐞛                     | U+1079B        | lettre modificative minuscule l sanglé | codé pour le symbole phonétique |